# Ulugbek Bakayev
Ulugbek Bakayev (en uzbeko: Улуғбек Бақоев, Ulug`bek Baqoyev, en ruso: Улугбек Бакаев; Bujará, RSS de Uzbekistán, 28 de noviembre de 1978) es un exfutbolista y entrenador de fútbol de Uzbekistán que jugaba en la posición de delantero. Actualmente es el entrenador de Sogdiana Jizzakh de la Liga de fútbol de Uzbekistán.

## Carrera

### Club
| Periodo   | Club                           | Apariciones | Goles |
| --------- | ------------------------------ | ----------- | ----- |
| 1997–2000 | FK Buxoro                      | 80          | 29    |
| 2001      | PFC CSKA Moscow                | 7           | 0     |
| 2001–2002 | FC Moscú                       | 20          | 0     |
| 2003      | FK Buxoro                      | 7           | 4     |
| 2003      | FK Andijan                     | 3           | 1     |
| 2003      | FC Neftekhimik Nizhnekamsk     | 11          | 4     |
| 2004–2007 | FC Tobol                       | 111         | 55    |
| 2008–2009 | FC Bunyodkor                   | 22          | 8     |
| 2009      | → FK Samarqand-Dinamo (cedido) | 12          | 4     |
| 2010      | FC Tobol                       | 27          | 16    |
| 2011      | FC Zhetysu                     | 29          | 18    |
| 2011      | Dubai Club                     | 8           | 0     |
| 2012–2014 | FC Irtysh Pavlodar             | 70          | 22    |
| 2014      | FK Buxoro                      | 9           | 3     |
| 2015      | Navbahor Namangan              | 2           | 0     |

### Selección nacional
Jugó para Uzbekistán en 53 ocasiones de 2001 a 2014 y anotó 14 goles; participó en dos ediciones de la Copa Asiática.

### Entrenador
| Periodo   | Club             |
| --------- | ---------------- |
| 2017–2018 | FK Buxoro        |
| 2019–     | Sogdiana Jizzakh |

## Logros

### Club
- Liga de fútbol de Uzbekistán: 2008
- Copa de Uzbekistán: 2008
- Copa de Kazajistán: 2007, 2012

### Individual
- Goleador de la Liga Premier de Kazajistán (4): 2004, 2010, 2011, 2012
- Mejor Jugador de la Liga Premier de Kazajistán (Premio Almaz) (2): 2011, 2012
- Futbolista del Año en Kazajistán: 2012